# Nodaria melanopa
Nodaria melanopa är en fjärilsart som beskrevs av Bethune-Baker 1911. Nodaria melanopa ingår i släktet Nodaria och familjen nattflyn. Inga underarter finns listade i Catalogue of Life.